# San Cristóbal de Boedo
San Cristóbal de Boedo település Spanyolországban, Palencia tartományban. San Cristóbal de Boedo Herrera de Pisuerga, Santa Cruz de Boedo és Calahorra de Boedo községekkel határos. Lakosainak száma 20 fő (2024).

## Népesség
A település népessége az elmúlt években az alábbi módon változott:
| Lakosok száma | 47   | 38   | 31   | 27   | 25   | 23   | 23   | 22   | 23   | 20   |
|               | 2001 | 2004 | 2007 | 2009 | 2012 | 2014 | 2017 | 2019 | 2022 | 2024 |